# Hans-Herbert Schulz
Hans-Herbert Schulz (* 2. Februar 1945) ist ein deutscher Offizier (Brigadegeneral a. D.).

## Leben
Schulz trat am 2. April 1964 beim Fernmeldebataillon 7 in Unna als Offizieranwärter in die Bundeswehr ein. Er durchlief die Ausbildung im 20. OAJ (Offizier-Anwärter-Jahrgang). Als Leutnant tat er Dienst im Fernmeldebataillon 130 in Borken. Von 1971 bis 1976 studierte er Elektrotechnik mit Schwerpunkt Kybernetik und Nachrichtentechnik (Diplom-Ingenieur) an der Technischen Universität München und war danach Kompaniechef in Düsseldorf.
Von 1978 bis 1980 durchlief er den Generalstabslehrgang (H) an der Führungsakademie der Bundeswehr (FüAkBw) in Hamburg. Er war dann von 1980 bis 1982 G2 im Stab der 3. Panzerdivision in Buxtehude und danach Kommandeur eines Fernmeldebataillons in Rheinbach.
Von 1988 bis 1990 war er als G3 der 2. Panzergrenadierdivision in Kassel eingesetzt, danach als G 6 im Divisions/Wehrbereichskommando (WBK) VII in Leipzig. Verwendet wurde er u. a. in den NATO-Stäben des Allied Forces Central Europe (AFCENT) in Brunssum, Niederlande und der Northern Army Group (NORTHAG) in Mönchengladbach. Er war zunächst Leiter eines Referats im Bundesministerium der Verteidigung (BMVg) in Bonn und später stellvertretender Leiter der NATO Communication and Information Systems Operating and Support Agency (NACOSA) in Mons, Belgien. Als Abteilungsleiter kam er an das Heeresamt (HA) in Köln. Von Dezember 2001 bis Juni 2002 war er Stabschef im Hauptquartier der SFOR (HQ SFOR/NATO) in Bosnien. Zuletzt (2003–2006) war er als Beauftragter für die „Prozesseinführung SASPF Bundeswehr“ im Verteidigungsministerium eingesetzt und war damit verantwortlich für die Geschäftsprozessorientierung und Einführung der SAP-Software in die Bundeswehr.
Schulz ist seit seinem Ruhestand 2006 als Berater tätig und fungiert als Geschäftsführer der Clausewitz-Gesellschaft.
Schulz ist verheiratet und hat eine Tochter und einen Sohn.